# Брест (област Плевен)
Вижте пояснителната страница за други значения на Брест.
Брест е село, намиращо се в Северна България, община Гулянци, област Плевен. Населението му е 2075 души по постоянен адрес към 15 март 2017 г.  Землището му заема площ 80,803 кв. км и е най-голямото в общината         

## География
Селото е разположено на 9 км от общинския център Гулянци и на 41 км северно от областния център Плевен. Релефът е равнинен. Климатът е континентален с горещо лято и студена зима.

## История
Някога е било едно от най-големите села на Дунавската равнина. През 1972 г. е трябвало да бъде обособена община на територията на област Плевен. Кандидатурите са били на съседните тогава села Гулянци и Брест. Брест е било най-многочисленото село в района и с най-голяма площ на землището. Населението на с. Брест е било около 3 пъти и половина по-голямо от това на Гулянци, но тогавашните партийни пристрастия надделяват. Изтъква се аргументът, че Гулянци вече е било част от националната железопътна инфраструктура на БДЖ и е свързано с възловите селища в страната чрез най-разпространения тогава вид транспорт – железопътния, макар че жп спирката е извън Гулянци и до днес носи името на по-близкото до нея село Милковица. След решение на ЦК на БКП, Държавният съвет на Народна република България обявява с. Гулянци за град с Указ № 1942 от 4 септември 1974 г. с тенденция да стане общински център, тъй като тогавашната администрация не възприема център на община със статут „село“. Веднага след това с наредба от 12 май 1974 г. е обособена нова малка община с 4 села на територията на Плевенски окръг – община Гулянци. През 1977 г. Брест се включва в селищната система на Гулянци, а от 1978 г. – в община Гулянци. Оттогава с. Брест остава второстепенно административно образувание в околията и остава по-малко по население от Гулянци. Макар че това не спира развитието на селото, и то е сполетяно от демографския срив, обхванал най-вече огромната част от българските села след смяната на политическия строй през 1989 г. По времето на социализма населението на с. Брест е около 9000 души, а към 15 март 2017 г. в него живеят 2011 души по настоящ адрес, което го държи в списъка на селата в Република България с население над 2000 души и сред най-големите села в Плевенска област.

### Легенда за името на село Брест
Легендата, разказвана от Отец Тихомир Каменов е, че селото е заселено преди около 900 години като тогава са го наричали „Воден град“. По това време имало много брястове, но един бил голям – на него връзвали лодките си и сянката му падала добре. Хората се питали „Къде бе?“ и си отговаряли „При бреста.“. Така оттогава си останало името на селото Бряст. Според други поверия обаче, преди много години един човек загубил прасето си и го намерил в Брестовата гора. От там идва името на най-голямото тогава село в Дунавската равнина – Брест. 
Указ № 960/обн. 4 януари 1966 г. на Държавния съвет осъвременява името на с. Бряст на Брест.

### Местни предания и събития
По местни предания, на мястото, където се намира селото сега, някога са се простирали водите на река Дунав. Селото се е намирало на високите части в този район. Името си носи от голям бряст, където хората връзвали лодките си.
Подобно предание относно селото, или по точно възникването на един от родовете му Шеремети е описано подробно с родословни дървета в Родовата архивната книга от Димитър Първанов Христов през 1979 година. Това предание гласи че преди около 400 години двама от тримата братя родени в село Шереметя Област Велико Търново се преселват в Русия и там образуват малко градинарско селище, което нарекли „Шереметиево“ на името на Българското село Шереметя, Област Велико Търново, от което дошли. По-късно във времето в околностите на това селище Шереметиево е построено летище, което обслужва Москва и сега то се нарича „Летище Шереметиево“. Третият брат по прякор „Шереметя“ на името на селото, в което е роден, намерил свободна земя и по-спокойно убежище от турските набези и се преселил в сегашните земи на село Брест, в което и до днес живеят част от наследниците на рода Шеремети. Този род е дал на България и на света много известни хора, чиито имена и сега се споменават с гордост в селото и област Плевен, като например известният скулптор Кирил Тодоров.
Селото е било изпепелено през 30-те години на ХХ век. Пожарът се е виждал от съседните села. Местни хора твърдят, че самият цар Борис III е идвал след трагедията.

## Културни и природни забележителности
- Кметство с часовникова кула.
- Параклис на Света великомъченица Екатерина, църква „Св. Петка“ и местността Бездремна.
- Историческа местност е и Сусовица (Сусовград) – древно римско селище или крепост. Преданията гласят, че там има цял град от римско време, а с подземен тунел е свързан с Улпия Ескус в село Гиген, в който тунел по време на бедствието цар Гиго е тръгнал да бяга със златната си карета, но остава за винаги в тунела. От години тази местност е примамка за иманярите, но нека скоро държавата да успее да направи нещо и да отвори разкопки, за да се открие този старинен град, останал ни в наследство от далечното минало. [4]
- Голямо читалище, библиотека и кино салон.
- Основно училище
- Голяма детска градина
- Културно–исторически музей
- Паметник на загиналите жители през войните

## Редовни събития
- Съборът на селото се провежда на 9 ноември
- 14 октомври е храмов празник на църквата „Св. Петка“.

## Други
- В северния край на селото има летище с бетонова писта и голям атрактивен фар.
- Цех на обувен завод „Рекорд“ гр. Габрово, който е затворен.
- Футболно игрище и местен отбор.
- Парк за отдих и басейн.